# Marina Czerkasowa (łyżwiarka figurowa)
Marina Jewgienjewna Czerkasowa, ros. Марина Евгеньевна Черкасова (ur. 17 listopada 1964 w Moskwie) – radziecka łyżwiarka figurowa, startująca w parach sportowych z Siergiejem Szachrajem. Wicemistrzyni olimpijska z Lake Placid (1980), mistrzyni (1980) i wicemistrzyni świata (1979), mistrzyni (1979) i dwukrotna wicemistrzyni Europy (1978, 1980), dwukrotna mistrzyni Związku Radzieckiego (1978, 1979). 
Czerkasowa i Szachraj rozpoczęli wspólną jazdę w 1976 roku mając kolejno 12 i 18 lat. Czerkasowa miała wtedy 138 cm wzrostu, a różnica wzrostu między partnerami wynosiła wtedy aż 38 cm. W 1979 roku zdobyli tytuł mistrzów Europy, a w ciągu kolejnego roku, 16-letnia Czerkasowa urosła aż 20 cm, co wpłynęło na elementy techniczne pary. Pomimo tego para odnosiła kolejne sukcesy m.in. zdobyli wicemistrzostwo olimpijskie 1980 w Lake Placid, gdy Czerkasowa miała jedynie 15 lat i 93 dni co czyniło ją wtedy najmłodszą medalistką olimpijską w łyżwiarstwie figurowym. W 1981 roku Czerkasowa i Szachraj rozstali, a głównym powodem był zbyt wysoki wzrost i waga Mariny (45 kg). Sześć miesięcy później trener Żuk znalazł dla niej nowego partnera, ale para szybko się rozpadła. 
Na początku lat 80. Marina zaczęła występować w moskiewskim balecie na lodzie, gdzie poznała swojego przyszłego męża Władimira. W 1986 roku na świat przyszedł ich syn Witalij, a kilka lat później ich córka Darja. W międzyczasie Czerkasowa pracowała jako trenerka aerobiku w szkole średniej, występowała w rewiach na Ukrainie i we Włoszech, a następnie wróciła do Moskwy, gdzie zaczęła trenować małe dzieci w Pałacu Lodowym „Umka”.  

## Osiągnięcia
Z Siergiejem Szachrajem
| Zawody               | 76–77          | 77–78          | 78–79          | 79–80          | 80–81          |                |                |                |                |                |                |                |                |                |                |                |                |
| Międzynarodowe       | Międzynarodowe | Międzynarodowe | Międzynarodowe | Międzynarodowe | Międzynarodowe | Międzynarodowe | Międzynarodowe | Międzynarodowe | Międzynarodowe | Międzynarodowe | Międzynarodowe | Międzynarodowe | Międzynarodowe | Międzynarodowe | Międzynarodowe | Międzynarodowe | Międzynarodowe |
| -------------------- | -------------- | -------------- | -------------- | -------------- | -------------- | -------------- | -------------- | -------------- | -------------- | -------------- | -------------- | -------------- | -------------- | -------------- | -------------- | -------------- | -------------- |
| Igrzyska olimpijskie |                |                |                | 2              |                |                |                |                |                |                |                |                |                |                |                |                |                |
| Mistrzostwa świata   | 4              | 4              | 2              | 1              | 4              |                |                |                |                |                |                |                |                |                |                |                |                |
| Mistrzostwa Europy   | 3              | 2              | 1              | 2              | 3              |                |                |                |                |                |                |                |                |                |                |                |                |
| Prize of Moscow News | 1              |                |                |                |                |                |                |                |                |                |                |                |                |                |                |                |                |
| Krajowe              |                |                |                |                |                |                |                |                |                |                |                |                |                |                |                |                |                |
| Mistrzostwa ZSRR     | 3              | 1              | 1              |                | 3              |                |                |                |                |                |                |                |                |                |                |                |                |

## Nagrody i odznaczenia
- Medal „Za pracowniczą dzielność” – 1980[3]
- Mistrz sportu ZSRR klasy międzynarodowej[3]